# Michal Kovařčík
Michal Kovařčík (* 19. listopad 1996, Nový Jičín) je český hokejový útočník a reprezentant. V současnosti hraje za extraligový klub HC Oceláři Třinec.

## Ocenění a úspěchy
- 2012 ČHL-16 – Nejlepší hráč v pobytu na ledě (+/-)
- 2016 ČHL-20 – Nejlepší střelec v playoff
- 2016 Postup s týmem HC Frýdek-Místek do 1.ČHL

## Prvenství
- Debut v ČHL – 21. února 2016 (HC Oceláři Třinec proti HC Verva Litvínov)
- První asistence v ČHL – 8. září 2017 (HC Kometa Brno proti HC Oceláři Třinec)
- První gól v ČHL – 17. listopadu 2017 (Aukro Berani Zlín proti HC Oceláři Třinec, českému brankáři Liboru Kašíkovi)

## Klubová statistika
| Sezóna       | Klub              | Soutěž       |     | Základní část | Základní část | Základní část | Základní část | Základní část |    | Play off | Play off | Play off | Play off | Play off |
| Sezóna       | Klub              | Soutěž       | Z   | G             | A             | B             | TM            | Z             | G  | A        | B        | TM       |          |          |
| 2015-16      | HC Oceláři Třinec | ČHL          | 5   | 0             | 0             | 0             | 2             | 3             | 0  | 0        | 0        | 0        |          |          |
| 2015-16      | HC Frýdek-Místek  | 2.ČHL        | 9   | 4             | 4             | 8             | 6             | —             | —  | —        | —        | —        |          |          |
| 2016-17      | HC Oceláři Třinec | ČHL          | 4   | 0             | 0             | 0             | 0             | —             | —  | —        | —        | —        |          |          |
| 2016-17      | HC Frýdek-Místek  | 1.ČHL        | 48  | 12            | 18            | 30            | 20            | 10            | 2  | 2        | 4        | 50       |          |          |
| 2017-18      | HC Oceláři Třinec | ČHL          | 35  | 4             | 4             | 8             | 12            | 14            | 2  | 1        | 3        | 2        |          |          |
| 2017-18      | HC Frýdek-Místek  | 1.ČHL        | 9   | 4             | 4             | 8             | 4             | —             | —  | —        | —        | —        |          |          |
| 2018-19      | HC Oceláři Třinec | ČHL          | 34  | 4             | 8             | 12            | 8             | 17            | 3  | 1        | 4        | 0        |          |          |
| 2018-19      | HC Frýdek-Místek  | 1.ČHL        | 6   | 5             | 3             | 8             | 4             | —             | —  | —        | —        | —        |          |          |
| 2019-20      | HC Oceláři Třinec | ČHL          | 52  | 12            | 15            | 27            | 8             | —             | —  | —        | —        | —        |          |          |
| 2020-21      | HC Oceláři Třinec | ČHL          | 52  | 10            | 13            | 23            | 10            | 16            | 6  | 3        | 9        | 4        |          |          |
| 2021-22      | HC Oceláři Třinec | ČHL          | 41  | 6             | 12            | 18            | 14            | 14            | 2  | 4        | 6        | 0        |          |          |
| 2022-23      | Mikkelin Jukurit  | Liiga        | 51  | 9             | 18            | 27            | 12            | —             | —  | —        | —        | —        |          |          |
| 2023-24      | Mikkelin Jukurit  | Liiga        | 55  | 15            | 30            | 45            | 20            | 6             | 1  | 0        | 1        | 10       |          |          |
| 2024-25      | Oulun Kärpät      | Liiga        |     |               |               |               |               |               |    |          |          |          |          |          |
| Celkem v ČHL | Celkem v ČHL      | Celkem v ČHL | 223 | 36            | 52            | 88            | 54            | 64            | 13 | 9        | 22       | 6        |          |          |